# マイケル・ギブス
マイケル・ギブス（Michael Gibbs、1937年9月25日 - ）は、ローデシア出身で、イギリスのジャズ作曲家、指揮者、アレンジャー、プロデューサー、トロンボーン奏者にしてキーボード奏者である。
ヴィブラフォン奏者のゲイリー・バートン（ギブスの生徒であった）とのコラボレーション、そしてオーケストラ・ジャズにおいてロックの要素を使用したことで知られている。

## 略歴
1960年代後半にグラハム・コリアー、ジョン・ダンクワース、ケニー・ホイーラー、マイク・ウェストブルックとレコーディングした後、1970年にファースト・アルバム『マイケル・ギブスの壮挙』をリリースした。
1970年から1974年まで、ギブスはBBC TVのコメディ番組『The Goodies』における音楽監督だった。彼がイギリスを離れてバークリー音楽大学で教授職に就いたとき、音楽監督のポストは、ギブスがショーのためにファンク・ロック・ミュージックをレコーディングすべく導いた彼のバンドのメンバー、デイヴ・マクレエに引き継がれた。
2017年10月2日、ギブスは音楽への貢献が評価され「BASCA Gold Badge Award」を授与された。

## ディスコグラフィ

### ソロ及びリーダー・アルバム
- 『マイケル・ギブスの壮挙』 - Michael Gibbs (1970年、Deram)
- 『タングルウッド 63』 - Tanglewood 63 (1971年、Deram)
- Just Ahead (1972年、Polydor) ※The Mike Gibbs Band名義
- 『イン・ザ・パブリック・インタレスト』 - In The Public Interest (1974年、Polydor) ※with ゲイリー・バートン
- 『ゲイリー・バートン・プレイズ・マイク・ギブス』 - Seven Songs for Quartet and Chamber Orchestra (1974年、ECM) ※ゲイリー・バートン名義
- 『ジ・オンリー・クローム・ウォーターフォール・オーケストラ』 - Directs the Only Chrome Waterfall Orchestra (1975年、Bronze)
- 『ビッグ・ミュージック』 - Big Music (1988年、Venture/Virgin)
- By The Way (1993年、ah um)
- 『ヨーロピアーナ』 - Europeana (1995年、ACT) ※with ヨアヒム・キューン
- Nonsequence (2001年、Provocateur)
- A Song For You (2011年、Fuzzy Moon Records) ※with Norma Winstone, Mark Mondesir and The NDR Big Band名義
- Mike Gibbs + 12 play Gil Evans (2013年、Whirlwind Recordings)
- Back In The Days (2012年) ※with The NDR Big Band名義[3][4]
- In My View (2015年、Cuneiform) ※Michael Gibbs & The NDR Big Band名義
- Play A Bill Frisell Set List (2015年、Cuneiform) ※Michael Gibbs & The NDR Big Band名義
- 『フェスティヴァル69』 - Festival 69 (2018年、Turtle Records) ※マイケル・ギブス・ウィズ・ゲイリー・バートン・カルテット名義

### スコア
- Secrets (1971年)
- Madame Sin (1972年)
- Intimate Reflections (1975年)
- Housekeeping (1987年、Varèse Sarabande/MCA)
- Iron & Silk (1990年、The Fine Line/Mute)
- Close My Eyes (1991年)
- Century (1993年)
- Hard-Boiled (1993年、The Fine Line/Mute)
- Being Human (1993年、Varèse Sarabande/MCA)
- Century/Close My Eyes (1994年、The Fine Line/Mute)

### 参加アルバム
バリー・ガイ／ロンドン・ジャズ・コンポーザーズ・オーケストラ
・Ode (1972年、Incus)
グラハム・コリアー
- Deep Dark Blue Centre (1967年、Deram)

エバーハルト・ウェーバー
- 『オマージュ』 - Hommage à Eberhard Weber (2015年、ECM) - arranger and conductor

ジョニ・ミッチェル
- 『ドンファンのじゃじゃ馬娘』(1977年、Asylum)